# Muhammad Nauruz
Muhammad Nauruz Khan (* 1896; † im 20. Jahrhundert) war ein afghanischer Botschafter.

## Leben
Bei Muhammad Nauruz wird eine Verwandtschaft mit Mohammed Sahir Schah angenommen. Er genoss eine private Beschulung. 1915 trat er in den Dienst des afghanischen Finanzministeriums. 1916 wurde er in das Justizministerium versetzt. 1919 war er Zeremonienmeister des Außenministeriums. Von 1921 bis 1922 war er zweiter Sekretär von Amanullah Khan. 1922 war er Minister für öffentliche Arbeiten. 1929 war er erster Sekretär von Habibullah Kalakâni. Am 17. April 1939 wurde er als Botschafter bei Reza Schah Pahlavi akkreditiert. Durch Fluktuation war er im August 1941 Doyen des diplomatischen Corps in Teheran, der Hauptstadt Irans. Von 1942 bis 1945 war er afghanischer Innenminister. 1946 war er afghanischer Finanzminister und wurde Botschafter in Moskau. 1959 war er Vorsitzender der Wolesi Dschirga, am 29. Juni verabschiedete er den sowjetischen Botschafter Michail Wassiljewitsch Degtjar und Mitte Oktober leitete er eine Parlamentsdelegation in die Sowjetunion.